# Valea Kaunului
Kaunertal Valea Kaunului este o vale în Tirol, situată pe cursul superior al Innului, Austria. Kaunertal este un parc național, în Alpi cu o șosea alpină care ajunge la altitudinea de 2.750 m deasupra n.m..  Pe șosea se poate circula numai vara. Este un punct de atracție pentru iubitorii de drumeție, alpiniști, motocicliști și schiori în apropiere fiind un ghețar cu numeroase pârtii de schi.
- Localități: Faggen, Kauns, Kaunerberg, Kaunerta (sat).